# Roman Avdeïev
 (décembre 2016).
- Si vous ne connaissez pas le sujet, laissez ce bandeau (vous pouvez alors contacter les auteurs).
- Si vous supprimez le contenu mis en cause (vous pouvez préalablement contacter les auteurs),

argumentez précisément cette suppression dans la page de discussion
(un manque de référence n'est pas un argument ; une recherche réelle de référence doit avoir été effectuée, être formellement documentée).
 (décembre 2016).
Roman Ivanovitch Avdeïev (russe : Рома́н Ива́нович Авде́ев, parfois transcrit à l’anglaise Avdeev), né le 17 juillet 1967 à Odintsovo dans la région de Moscou, est un banquier d'affaires, milliardaire et oligarque russe. Il est le propriétaire de la banque de crédit de Moscou.
En 2023, le magazine Forbes estime sa fortune à 1,3 milliard de dollars.

## Biographie
Roman Avdeïev est né à Odintsovo, près de Moscou. Ses parents sont Ivan Issakovitch Avdeïev, menuisier, et Galina Borisovna Avdeïeva, chimiste de laboratoire. Sa famille vivait dans un appartement commun et Roman partageait une chambre avec ses parents et sa grand-mère.
Entre 1974 et 1984, il a fréquenté l'école primaire et secondaire numéro 3 d'Odintsovo. En 1984 il est entré à l'Institut de génie énergétique de Moscou. Un an plus tard, il cesse ses études à l’institut et rejoint l’armée. En 1986 il sert deux ans dans l'armée soviétique en tant que commandant d'une section de construction dans la ville de Kostroma. De retour de l’armée, Avdeïev décide de changer son lieu d’études à l’Université internationale de commerce et des technologies de l’information de Moscou. En 1988, à 21 ans, il se marie et sa femme, Irina, donne naissance à leur premier fils.

## Carrière
Avdeïev a commencé sa carrière à la fin des années 1980 en produisant des décodeurs pour télévisions. Après l'effondrement de l'URSS, il décide de cesser la production et la vente de produits pour se consacrer à la conversion des devises. À cette période, il était nécessaire de procéder à des échanges de roubles russes contre des hryvnias ukrainiennes et vice versa. En 1994, à la suite d'une annonce dans un journal, il rachète la Banque de crédit de Moscou, qui disposait alors d'une licence de change et comptait 14 employés. 
En 1996, il crée le groupe agricole « Tchernozemie », qu'il revend en 2006. 
En 2000, Roman Avdeïev achète le réseau de vente de détail de Moscou. En 2003 il le vend pour 45 millions de dollars.  
En novembre 2008, Avdeev quitte son poste de directeur exécutif à la Banque de crédit de Moscou, mais il continue à faire partie du conseil de surveillance. En 2012, 15 % de la banque ont été rachetés pour 190 millions de dollars par la Société financière internationale de la Banque mondiale et par la Banque européenne pour la reconstruction et le développement. 
En 2012, Roman Avdeïev créé la société Opin.
En 2016, Roman Avdeïev rachète plus de 90% des actions de la société Opin détenue par la société Onexim de Mikhaïl Prokhorov pour 70 millions de dollars. Cette société fusionne avec Ingrad en 2017. Le groupe d'entreprises Ingrad est spécialisé dans la construction de complexes résidentiels de confort et de classe affaires à Moscou et dans sa banlieue.
En septembre 2017, il rachète le Torpedo Moscou.
Le 31 octobre 2024, Roman Avdeïev vend 62 % de ses parts dans la société Rossium, qui comprend, entre autres, la Banque de crédit de Moscou aux structures de Sergueï Sudarikov (ru), ce qui, selon lui, était « une étape logique pour conclure un partenariat à long terme » avec ce dernièr, entamé en 2019 avec la signature d'un mémorandum de coopération stratégique. Avdeïev précise sur sa page Facebook qu'à la suite de cette transaction, il n'a plus d'actifs ni de projets commerciaux en Russie,.

## Actifs et investissements
- Credit Bank of Moscow - bénéficiaire avec 55,43% des actions[19];
- FK Torpedo Moscou - propriétaire depuis octobre 2017[20],[21];
- Сhaîne de pharmacies 36,6[22];
- Société de construction et de promotion immobilière Ingrad[23].

## Fortune et propriétés
En mars 2013 Roman Avdeïev était la 69e personne la plus riche de Russie et la 1031e mondiale avec une fortune estimée selon le magazine Forbes à 1,4 milliard de dollars[source insuffisante].
En novembre 2015 le magazine Forbes évalue sa fortune à 1,28 milliard de dollars. Il se situe à la 1638e place des hommes les plus riches du monde et à la 73e place des hommes les plus riches de Russie.
En 2021, le magazine Forbes évalue sa fortune à 1,8 milliard de dollars. Il se situe à la 75e place des hommes les plus riches de Russie.
Sa fortune a été évaluée à environ 1,3 milliard de dollars début avril 2022 par Forbes, sachant que sa banque (Credit Bank of Moscow) était sous sanctions américaines depuis février.
En avril 2022, son nom apparait dans les Russia Papers publié par l'ICIJ ; On y voit qu'il est lié à plusieurs sociétés offshore basées aux Seychelles, mais aussi dans les îles Vierges britanniques et au Belize, dont l'une (Hi Capital Corp.) est répertoriée dans les registres comme société d'épargne personnelle.
Roman Avdeïev possède un chalet dans la station de ski de Sölden en Autriche. En 2015 il achète une propriété de 15 hectares dans le sud de la France à Le Plan-de-la-Tour près de Saint-Tropez pour 26 millions de dollars.

## Vie privée
Avdeïev est très discret avec la presse et les journalistes (les rares interviews auquel il se prête excèdent rarement les dix minutes). 
Roman et sa première épouse Irina ont eu deux fils : Anton (né en 1988) et Kirill (né en 1990). Il a commencé à adopter des enfants avec sa deuxième femme, qui est décédée. 
Roman Avdeïev est marié pour la troisième fois. Il a rencontré sa future épouse Elena sur Internet quand il cherchait un enseignant d'anglais pour ses enfants.  Au moment de sa rencontre avec Elena, Avdeïev avait déjà 12 enfants. 
Aujourd'hui, il est l'un des deux milliardaires au monde ayant les familles les plus nombreuses. Le banquier saoudien Suleiman Abdul Aziz Al Rajhi élève le même nombre d'enfants. Avdeïev est père de 23 enfants dont 17 adoptés. 
Il vit avec ses enfants et sa femme dans le village de Joukovka situé dans la banlieue de Moscou à cinq kilomètres au nord de la ville d'Odintsovo où il a grandi. 

## Décorations
- Décoration pour la Bienfaisance pour son engagement caritatif envers des enfants pauvres et des orphelins